# 中元綾子
中元 綾子（なかもと あやこ、1972年5月30日 - ）は、フリーアナウンサー、コミュニケーション講師、元読売テレビアナウンサー、小学校教諭。現姓：非公表。

## 来歴
広島県広島市出身。実家は建築会社を経営している。広島女学院中学校・高等学校卒業し、上智大学文学部ドイツ文学科に進学。大学在学中に、『桜っ子クラブ』（テレビ朝日）のオーディションに参加し、合格後、桜っ子クラブさくら組メンバーとして活動しており、高校時代はミスコン荒らしと呼ばれるほど、ミスコンテストに参加していた。
1995年3月、同大学卒業後の同年4月、読売テレビに入社。 3年目から『元気モンTV』を担当していたが、同局の編成部の判断で番組終了し、当時：報道局情報番組部長であった辛坊治郎が中元をメインMCに就任させた新たな早朝の朝の情報番組を制作し、27歳の時に『あさイチ!』のメインキャスターに就任。
その後、2004年5月29日に後述である秋田県出身で7歳年上の当時：ニューヨークに在住しているシステムエンジニアの夫と婚約と結納を交わし、2004年11月28日にザ・リッツ・カールトン大阪で挙式、披露宴を執り行い、結婚した。同年12月末で『あさイチ!』のメイン司会者から降板し、婚約当初は同局でアナウンサー業を続けると報じられていたが、有休休暇消化を経て2005年2月末付けで読売テレビを実質的に寿退社。
2005年1月に夫が居住しているニューヨーク市に渡米したが、結婚当初から夫が居住しているアメリカ合衆国と実家のある広島市を頻繁に往復しており、2007年、日本に帰国して広島市の実家に里帰り時に長女を出産。その後、2008年に広島ホームテレビアナウンサーの渡辺美佳ができちゃった結婚となり、渡辺の産休補助として2009年3月から広島ホームテレビの契約アナウンサーとして同局に入社し、1年間夕方の報道番組に出演し、キャスターを担当した。
契約満了退職以後、『HOME Jステーション』出演当時、広島市の公立学校のモンスターペアレントのニュースを扱った際、自身の目で教育現場を見てみたいと思ったことと、自身の娘を自身で指導したいという欲求に駆られ、2010年から通信教育で教員免許取得の勉強を行なった結果、合格し、2012年4月1日付けで広島市の公立小学校の小学校教員の正規職員として採用。1年間、安芸区に所在する、広島市立矢野南小学校で小学2年生の担任として教鞭を揮っていた。
しかし、突如長女の兄妹が欲しくなり、矢野南小の当時の校長から引き止めがあったにも拘らず、1年で小学校教員を退職し妊活に入り、その後には第2子を妊娠し出産。以後、学生、女性向けのコミュニケーションセミナー講師をVoix Clair（ボワクレール）という在広の女性フリーアナウンサー3人でユニットを組んで行っている。

## 人物
- 上智大学への進学理由は、若年時にフジテレビのアナウンサーになることが目標であったためで、中元が読んだ書籍に上智大卒業生がフジテレビのアナウンサーに近いと記述されていたから、その目標のために進学したとしている[2]。また、フジテレビのアナウンサー入社選考にも受験し、社長面談まで残ったが、不合格となり代わりにその年度で合格したのが現・同局アナウンサーの伊藤利尋と森昭一郎、元アナウンサーの菊間千乃と高木広子であった。
- また、退職の理由としては、当時、フジテレビの女性アナウンサーの番組での起用され方が「女子アナ30歳定年説」を信奉しており、当時、阪神タイガースファンではないのに、タイガースの応援番組で18年振りのリーグ優勝等を見届けたり、朝の情報番組のメイン司会も担当してアナウンサー生活で満足したためで後述の婚姻に繋がる[2]。
- 自身の性格が行き当たりばったりの性格であるため、前述の「定年説」を贖う行為として、早朝の朝の情報番組を担当時、勤務終了が正午近くになるため、やることも限られるからとして気象予報士の資格取得の勉強を始めて、4回目の受験で合格した[2]。その際、当時読売テレビの報道番組でメインで気象キャスターを務めていた小谷純久よりも早く資格取得をしている[14]。
- 現在の旦那との婚姻のキッカケは、中元のロサンゼルス在住の大学時代の同級生からの紹介で知り合い、共通の趣味であるゴルフのプレーを通して、仲を深めて行った。また、婚姻後転居したニューヨークと広島市との二重生活になっており、古巣である読売テレビ社内では「中元は離婚間近ではないか?!」と囁かれていた。しかし、前述の中元の性格が原因では有り、中元本人が娘の教育を日本でしたいと希望したためで、結果的に時間を掛けて夫のアメリカ国内での生活基盤を整理して貰い、マスオさん状態で中元の広島市内の実家に移住して貰い、中元の両親と二世帯住宅で居住している[2]。

## 出演番組

### テレビ

#### 学生時代
- 桜っ子クラブ（テレビ朝日） - 1991年 - 1992年

#### 読売テレビ時代
- 電脳☆GQバトラー!!（司会） - 1995年10月19日 - 1996年3月28日
- BREAK!（司会） - 1996年10月 - 1997年3月
- 元気モンTV（パーソナリティ） - 1998 - 2000年
- あさイチ!（メインMC） - 2000 - 2004年
- ズームイン!!SUPER（ローカルパートメインMC） - 2001 - 2004年
- 週刊トラトラタイガース（キャスター）2002年 - 2004年

#### 広島ホームテレビ時代
- HOME Jステーション（メインキャスター） - 2009年 - 2010年

#### フリー以後
- イマなま3チャンネル→イマなまっ!（中国放送）※リポーター - 2013 - 2015年
- なるほど!ひろしまボイス（テレビ新広島）[15] - 2013年 -
- 辛坊治郎の激辛!!地方創生委員会→激辛!!地方創生委員会NL（山陰ケーブルビジョン）※MC - 2018、2020、2021年1月1日
- そこまで言って委員会NP（読売テレビ） - 2018年8月5日
- 朝生ワイド す・またん!（読売テレビ）※「森ちゃん漫遊記 ニッポンたた♬た～」広島編 ナビゲーター役 - 2019年7月17日

### ラジオ
- 辛坊治郎 Sunday Kiss（Kiss FM KOBE）※トークゲスト「中元綾子スペシャル」 - 2019年12月22日

## その他

### CD
- 「おめざ」（「元気モンTV」テーマソング／三浦隆志【読売テレビアナウンサー】とのデュエット） MAD CAR RECORDS　MCR-0004（2000年3月3日発売）